# Élisabeth Roudinescová
Élisabeth Roudinescová (* 10. září 1944, Paříž) je francouzská historička a psychoanalytička židovsko-rumunského původu. Jejími nejznámějším díly jsou dvoudílné Dějiny francouzské psychoanalýzy (Histoire de la psychanalyse en France), Psychoanalytický slovník (Dictionnaire de la psychanalyse), který napsala s Michelem Plonem, a životopis Jacquese Lacana (Jacques Lacan. Esquisse d'une vie, histoire d'un système de pensée). Je profesorkou historie na univerzitě Paris VII.